# Benerwojo
Benerwojo is een bestuurslaag in het regentschap Pasuruan van de provincie Oost-Java, Indonesië. Benerwojo telt 2205 inwoners (volkstelling 2010).